# Tiidu (Rõuge)
Tiidu – wieś w Estonii, w prowincji Võru, w gminie Rõuge.